# Фолкрат фон Лехсгемюнд
Фолкрат фон Лехсгемюнд (на немски: Volkrat von Lechsgemünd; † пр. 1160, убит в битка) е граф на Лехсгемюнд в Бавария.

## Биография
Той е син на граф Хайнрих I фон Лехсгемюнд-Фронтенхаузен († 1142) и съпругата му Луитгард/Луикардис († сл. 1135/1163).
Графовете фон Лехсгемюнд са привърженици на кралете фон Хоенщауфен.
Фолкрат фон Лехсгемюнд е убит в битка пр. 1160 г. и е погребан в манастир Кайзхайм, основан през 1133 г. от прадядо му граф Хайнрих I фон Лехсгемюнд-Фронтенхаузен († 1142).
Графската фамилия се мести в съседния Грайзбах, днес част от Марксхайм, и започва да се нарича графове фон Лехсгемюнд-Грайзбах. През 1327 г. умира последният мъжки представител на род Лехсгемюнд с Гебхард III фон Грайзбах като епископ на Айхщет. През 1342 г. цялата собственост на графовете фон Лехсгемюнд попада на Вителсбахите.

## Фамилия
Фолкрат фон Лехсгемюнд се жени за маркграфиня Лиутгард фон Фобург († 25 септември 1148, погребана в Кайзхайм), дъщеря на маркграф Диполд III фон Фобург († 1146) и Аделайда Полска († 1127), дъщеря на крал Владислав I Херман от Полша († 1102) и Юдит Швабска († 1092/1096), дъщеря на император Хайнрих III († 1056) и втората му съпруга Агнес Поатиенска († 1077). Те имат два сина:
- Диполд фон Лехсгемюнд (* ок. 1140; † 1 юли 1192), граф на Лехсгемюнд и Матрай, продължава рода, женен 1188 г. за принцеса Агата фон Тек († сл. 1192), дъщеря на херцог Адалберт I фон Тек († сл. 1195)
- Хайнрих III (IV) фон Фронтенхаузен († 1 март сл. 1214), граф на Фронтенхаузен, Матрай и Лехсгемюнд, женен пр. 24 март 1168 г. за Вилибирг фон Трефен († 14 юни 1212), дъщеря на граф Волфрад фон Трефен-Алтсхаузен и Ема фон Плайн. Няма деца.